# Sípil

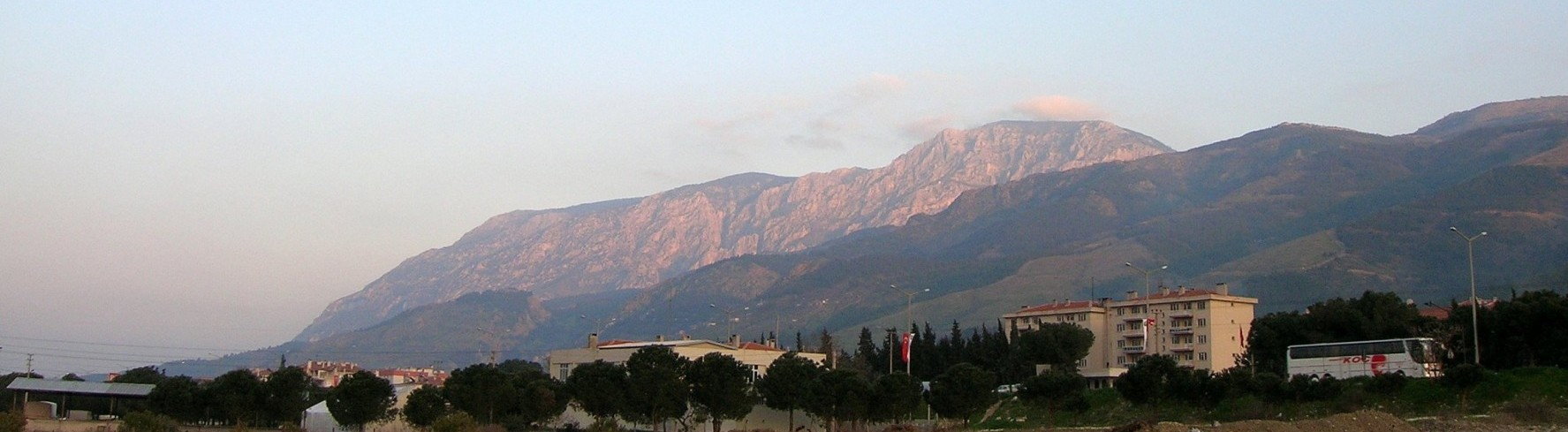
El mont Sípil vist des de Magnèsia del Sípil (Manisa)

Sípil (en llatí: Sipylus, en grec antic: Σίπυλος, en turc: Spil Dağı) és una muntanya propera a la muntanya de Tmolos i localitzada a l'antiga Lídia, entre el riu Hermos, la ciutat d'Esmirna i la ciutat de Magnèsia del Sípil.
És una muntanya escarpada, que s'esmenta ja a la Ilíada, on diu que hi havia les coves de les nimfes. Al vessant oriental de la muntanya, va existir, segons la tradició, una antiga ciutat, anomenada Tàntalis, que després es va anomenar Sípil, la capital dels meonis, que es deia que va ser destruïda per un terratrèmol i es va enfonsar en un cràter, que més tard es va cobrir per un llac, que portava el nom de Sale o Saloe. Plini el Vell explica que el lloc que havia ocupat Sípil s'hi van fundar successivament altres poblacions, que ell anomena Archaeopolis, Colpe i Lebade.
Pausànias anomena aquest estany amb el nom de «llac de Tàntal», i afegeix que hi havia la seva tomba molt a prop. El tron de Pèlops es mostrava al cim de la muntanya, per damunt del temple de Cíbele Plastena. Es creia que les teulades de les cases de Sípil es podien veure sota de l'aigua fins algun temps després
La muntanya forma part de la llegenda de Níobe, que diu que després de burlar-se de Leto va ser castigada per Apol·lo i Àrtemis, que li van matar tots els fills. Desconsolada, va anar al costat dels cadàvers dels seus fills i va sentir tal dolor que, desfeta en un mar de llàgrimes, va quedar immòbil i es va convertir en pedra, tal com havia suplicat a Zeus. Un remolí la va transportar fins a la muntanya de Sípil, on es podia veure com les llàgrimes brollaven d'una pedra de marbre amb forma de dona.
La ciutat de Magnèsia del Sípil, a la rodalia, va ser el lloc de la batalla del mateix nom l'any 190 aC, batalla que va donar a Roma el domini de l'Àsia Menor occidental.